# Paralecanium trifasciatum
Paralecanium trifasciatum är en insektsart som först beskrevs av Green 1922.  Paralecanium trifasciatum ingår i släktet Paralecanium och familjen skålsköldlöss.
Artens utbredningsområde är Sri Lanka. Inga underarter finns listade i Catalogue of Life.